# Jake Langlois
Jake Langlois (ur. 14 maja 1992 w San Jose) – amerykański siatkarz, grający na pozycji przyjmującego. 

## Sukcesy klubowe
Mistrzostwa NCAA:
- 2016, 2017

## Sukcesy reprezentacyjne
Mistrzostwa Świata:
- 2018